# Dieter Havemann

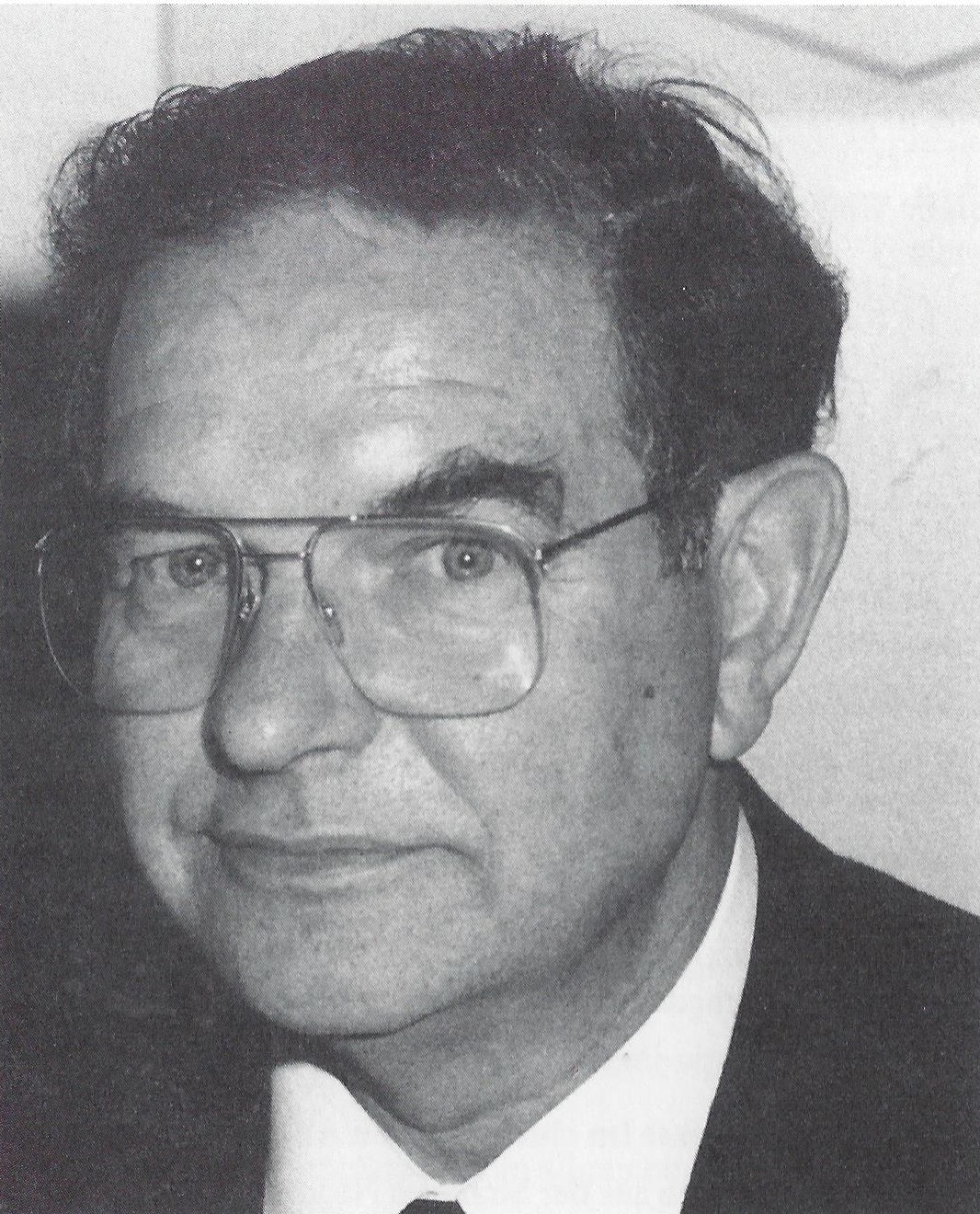
Dieter Havemann, vor 1993

Dieter Havemann (* 18. Januar 1935 in Waren (Müritz); † 12. August 2006 in Kiel) war ein deutscher Chirurg und Hochschullehrer.

## Leben
Nach dem Schulbesuch in Gotenhafen und Wismar begann er 1953 das Studium der Medizin an der Universität Rostock. Nach Westdeutschland übergesiedelt, setzte er es an der  Universität Hamburg fort und machte 1959 dort das Staatsexamen. Im Januar 1960 wurde er in Hamburg zum Dr. med. promoviert und 1961 als Arzt approbiert.
Vom 1. Januar 1960 bis zum 30. Juni 1963 war er Medizinalassistent und Assistenzarzt im Krankenhaus Eutin. Danach arbeitete er in der Orthopädie vom Klinikum Herford und in der Chirurgie vom Städtischen Klinikum Braunschweig.
Die akademische Laufbahn begann er am 1. April 1967 mit dem Eintritt in die Chirurgische Universitätsklinik Kiel unter Berthold Löhr. Seit 1968 Facharzt für Chirurgie und seit 1969 Unfallchirurg, wurde er von Löhr zum Oberarzt ernannt und beauftragt, eine Arbeitsgruppe Unfallchirurgie als Grundlage für ein neues Department aufzubauen.
Nach der Habilitation wurde Havemann Leitender Oberarzt und Leiter des Bereiches Unfallchirurgie. Am 9. August 1978 ernannte ihn die Christian-Albrechts-Universität zu Kiel zum o. Professor und zum Leiter der neu gegründeten Abteilung für Traumatologie. Nach dem Umzug aus der altehrwürdigen „Chirurgie“ in den Neubau hatte sie ab 1986 ein modernes Behandlungs-, Lehr- und Forschungszentrum.
Als Erbe Gerhard Küntschers  beschäftigte sich Havemann intensiv mit der Weiterentwicklung der Marknagelung. Zu Küntschers Ehren veranstaltete er 1990 in Kiel eine Tagung der Osteosynthese International. Weitere Forschungsschwerpunkte waren Becken- und Fußfrakturen und Verletzungen der Wirbelsäule. Er schrieb 139 wissenschaftliche Publikationen, 25 Buchbeiträge und Editionen sowie zwei Monografien. Auf Tagungen und Kongressen hielt er 185 Vorträge.
1991 war er Präsident der Deutschen Gesellschaft für Unfallchirurgie und leitete mit Heinz Kuderna und Jacques Meine (Schweiz) in Wien die Deutsch-Österreichisch-Schweizerische Unfalltagung. 1992 war Havemann Vorsitzender der 149. Tagung der Vereinigung Nordwestdeutscher Chirurgen.

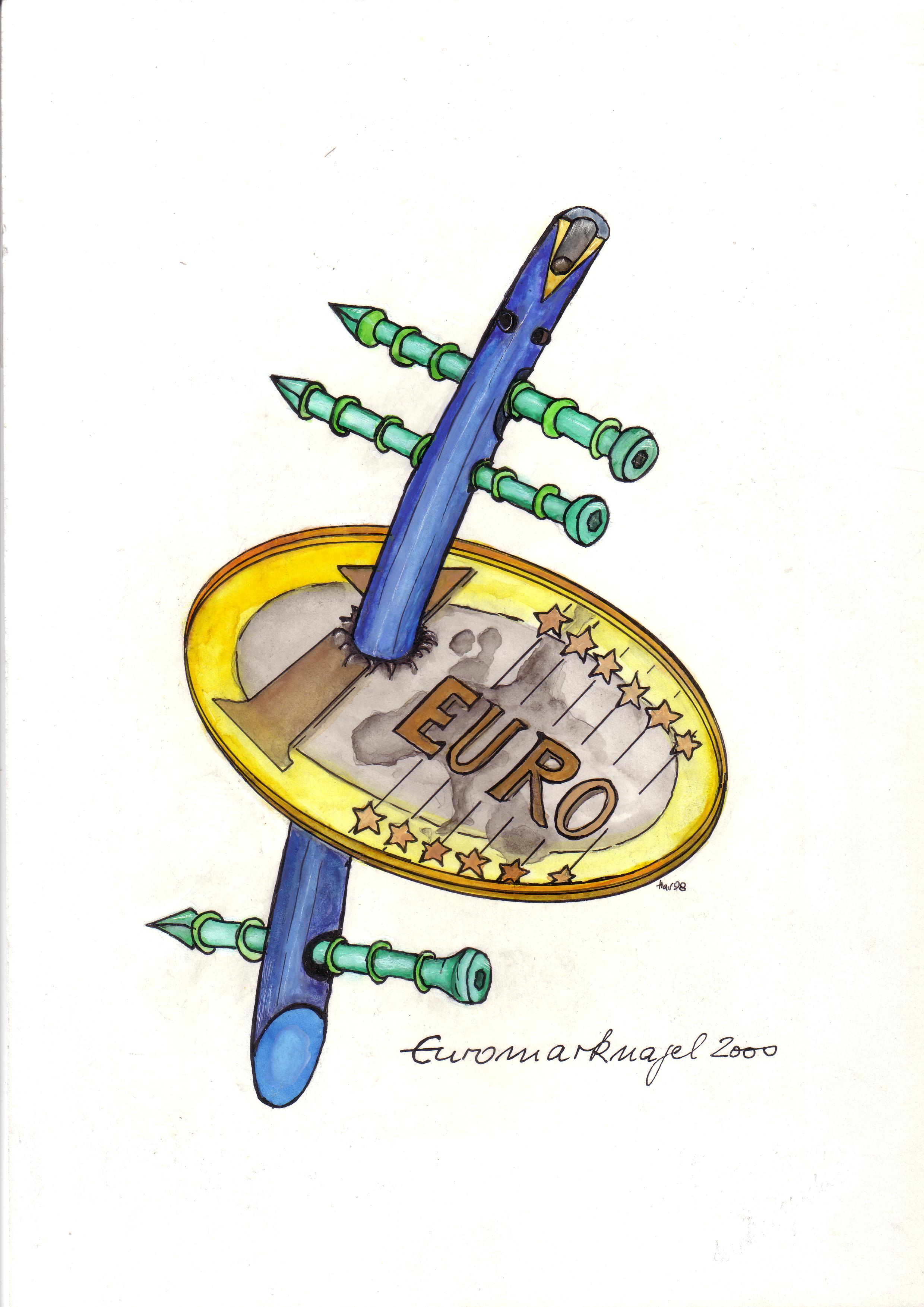
Havemanns „Euro-Vision“ (2000)

Wie Küntscher war Havemann ein guter Beobachter und Zeichner, der sein berufliches Umfeld und manche Kollegen – und sich selbst – treffend karikierte. Seine Zeichnungen wurden auf Kongressen ausgestellt und ausgezeichnet.
Nach kurzer schwerer Krankheit starb er mit 71 Jahren im Kieler Universitätsklinikum. Seine Asche wurde der Ostsee übergeben.